# Nikoides
Nikoides is een geslacht van kreeftachtigen uit de klasse van de Malacostraca (hogere kreeftachtigen).

## Soorten
- Nikoides boraboraensis Burukovsky, 2002
- Nikoides danae Paul'son, 1875
- Nikoides gurneyi Hayashi, 1975
- Nikoides longicarpus Noël, 1986
- Nikoides maldivensis Borradaile, 1915
- Nikoides multispinatus Hayashi, 1981
- Nikoides plantei Burukovsky, 2007
- Nikoides schmitti Manning & Chace, 1971
- Nikoides sibogae de Man, 1918
- Nikoides steinii (Edmondson, 1935)